# Alessandro Zuppardo

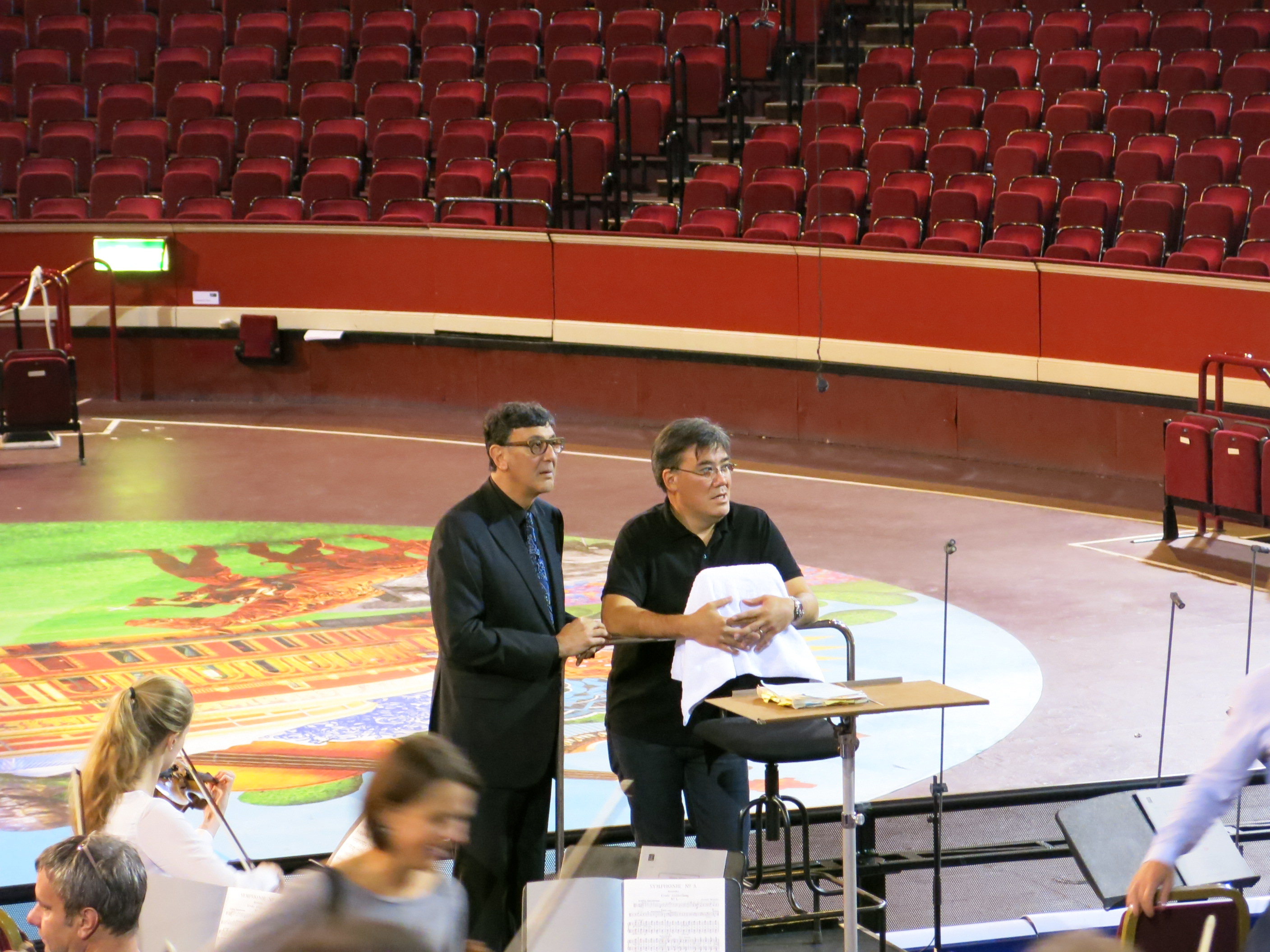

Alessandro Zuppardo (* 1959 in Tunis) ist ein italienischer Pianist und Chordirektor. Seit der Saison 2011/2012 bis 2017 war er Chordirektor an der Oper Leipzig.

## Leben und Wirken
Zuppardo studierte an der Accademia Nazionale di Santa Cecilia in Rom Klavier und Komposition. Mit 17 begann er zu komponieren und führte eines seiner ersten Stücke auch selbst auf. Er arbeitete als Pianist oder Chorleiter in verschiedenen Opernhäusern wie der Oper Nizza, der Opéra de Monaco, der Arena di Verona, dem Macerata Opera Festival, dem Teatro La Fenice sowie in der Spielzeit 2010/2011 am Teatro Giuseppe Verdi (Triest). Zuvor war Zuppardo von 2003 bis 2008 an der Oper Frankfurt und davor am Teatro Carlo Felice in Genua tätig.
Nach der Zusammenarbeit mit der Oper Leipzig war er Chordirektor im Staatstheater Darmstadt, in der Königlichen Oper und derzeit in der Opéra du Rhin.
Mit dem Chor der Oper Leipzig hat er Konzerte im Gewandhaus, sowie im KKL – Luzern, der Berliner Philharmonie und der Royal Albert Hall einstudiert, unter der Leitung von Riccardo Chailly, Herbert Blomstedt, Alan Gilbert und Andris Nelsons u. a.
Er begleitete Sänger wie Teresa Berganza, Renato Bruson und Cecilia Bartoli an Opernhäusern in Italien, den Niederlanden, Japan und Taiwan. Zuppardo leitete auch Meisterkurse in Mexiko, Portugal, Japan und Taiwan.
Zuletzt erschien 2010 die erste CD von durch Francis Poulenc vertonten Gedichten von Guillaume Apollinaire in Zusammenarbeit mit dem Sänger Holger Falk, dann bis 2013 mit zwei weiteren CDs (Gedichte von Paul Éluard, Louise de Vilmorin – Verschiedene Dichter) hat er das Projekt, die Gesamteinspielung der Lieder für männliche Stimme, beendet. 
In Zusammenarbeit mit der Universität Leipzig – Institut für Romanistik, hat er seit 2013 eine Serie Workshops und Vorträge gehalten über das Unisono (Risorgimento intermediale – Verdi, Verga, Visconti, 2013), Traviata (2014), Pagliacci (2015), Turandot (2016), Musik und Nervenreizung – Eine Überlegung zum Leitmotiv (2016), Madama Butterfly (2017), Boire et manger sur le plateau: un moment de vérité (2017), Codificazioni dell‘Eros ne „La Calisto“ di Francesco Cavalli (2017). Im Oktober 2017 hat er einen Vortrag über Madama Butterfly und La Rondine für das Italienische Kulturinstitut in London gehalten.
Er ist ab Juni 2016 Mitglied in dem Wissenschaftlichen Ausschuss des CiCi (Centro Interdisciplinare di Cultura italiana) und KKW (KunstKraftWerk) in Leipzig.